# Zimina
Pour l’article homonyme, voir Lena Viktorovna Zimina.
Le Zimina (en russe : Вулкан Зимина, Voulkan Zimina), est un stratovolcan situé au centre de la péninsule du Kamchatka, à l'est de la Russie. Il appartient au groupe volcanique du Klioutchevskoï. Le Zimina comprend deux sommets, l'Ovalnaïa Zimina et l'Ostraïa Zimina.